# Quintus Caecilius Pudens

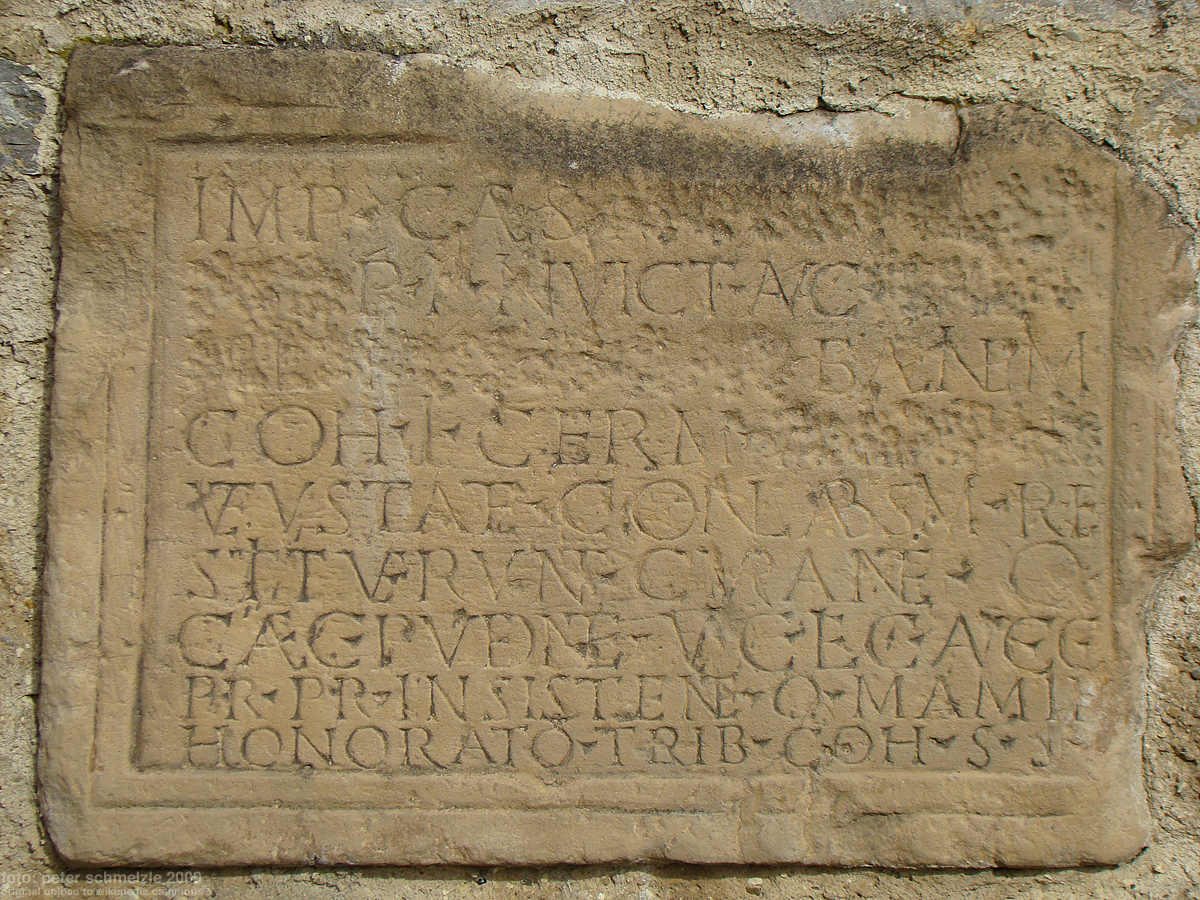
Die Inschrift

Quintus Caecilius Pudens war ein im 3. Jahrhundert n. Chr. lebender römischer Politiker.
Durch eine Inschrift, die beim Kastell Jagsthausen gefunden wurde und die auf 244/247 datiert ist, ist belegt, dass Pudens Statthalter (Legatus Augusti pro praetore) in der Provinz Germania superior war.